# Zdzisława Stebnicka
Zdzisława Teresa Stebnicka, född den 28 november 1932 i Przemyśl, död den 14 april 2012 i Kraków, var en polsk entomolog specialiserad på skalbaggar.
Auktorsnamnet Stebnicka kan användas för Zdzisława Stebnicka i samband med ett vetenskapligt namn inom zoologin; se Wikipedia-artiklar som länkar till auktorsnamnet.